# Wereldkampioenschappen schoonspringen 2011 – driemeterplank synchroon vrouwen
Het Wereldkampioenschap synchroonspringen op de driemeterplank voor vrouwen werd gehouden op 16 juli 2011 (voorronde en finale) in de Chinese stad Shanghai. De eerste 12 koppels uit de voorronde kwalificeerden zich voor de finale. De eerste drie koppels uit de finale kwalificeerden zich voor de Olympische Zomerspelen van 2012 in Londen. Regerend wereldkampioenen waren de Chinese vrouwen Guo Jingjing en Wu Minxia.

## Uitslagen

### Voorronde
| Rang | Naam                                     | Land                | Score  | Bijz. |
| ---- | ---------------------------------------- | ------------------- | ------ | ----- |
| 1    | Wu Minxia He Zi                          | China               | 324,90 | Q     |
| 2    | Olena Fedorova Hanna Pysmenska           | Oekraïne            | 291,90 | Q     |
| 3    | Tania Cagnotto Francesca Dallapè         | Italië              | 288,30 | Q     |
| 4    | Svetlan Philippova Anastasia Pozdniakova | Rusland             | 288,12 | Q     |
| 5    | Anabelle Smith Sharleen Stratton         | Australië           | 285,90 | Q     |
| 6    | Katja Dieckow Uschi Freitag              | Duitsland           | 276,90 | Q     |
| 6    | Christina Loukas Kassidy Cook            | Verenigde Staten    | 276,90 | Q     |
| 8    | Jennifer Abel Émilie Heymans             | Canada              | 275,10 | Q     |
| 9    | Laura Sánchez Arantxa Chavez             | Mexico              | 272,10 | Q     |
| 10   | Fanny Bouvet Marion Farissier            | Frankrijk           | 255,84 | Q     |
| 11   | Leong Mun Yee Ng Yan Yee                 | Maleisië            | 254,40 | Q     |
| 12   | Lo I Teng Choi Sut Ian                   | Macau               | 253,62 | Q     |
| 13   | Mai Nakagawa Sayaka Shibusawa            | Japan               | 247,80 |       |
| 14   | Flóra Gondos Zsófia Reisinger            | Hongarije           | 241,38 |       |
| 15   | Alicia Blagg Rebecca Gallantree          | Verenigd Koninkrijk | 239,40 |       |
| 16   | Eleni Katsouli Iouliana Banousi          | Griekenland         | 235,23 |       |
| 17   | Jennifer Benitez Leyre Eizaguirre        | Spanje              | 235,14 |       |
| 18   | Ngai Ho Wing Chan Sharon                 | Hongkong            | 192,18 |       |

### Finale
| Rang   | Naam                                      | Land             | Score  |
| ------ | ----------------------------------------- | ---------------- | ------ |
| Goud   | Wu Minxia He Zi                           | China            | 356,40 |
| Zilver | Émilie Heymans Jennifer Abel              | Canada           | 313,50 |
| Brons  | Anabelle Smith Sharleen Stratton          | Australië        | 306,90 |
| 4      | Hanna Pysmenska Olena Fedorova            | Oekraïne         | 302,40 |
| 5      | Katja Dieckow Uschi Freitag               | Duitsland        | 299,40 |
| 6      | Tania Cagnotto Francesca Dallapè          | Italië           | 297,60 |
| 7      | Christina Loukas Kassidy Cook             | Verenigde Staten | 288,00 |
| 8      | Svetlana Philippova Anastasia Pozdniakova | Rusland          | 282,72 |
| 9      | Arantxa Chavez Laura Sánchez              | Mexico           | 278,10 |
| 10     | Leong Mun Yee Ng Yan Yee                  | Maleisië         | 264,60 |
| 11     | Fanny Bouvet Marion Farissier             | Frankrijk        | 254,10 |
| 12     | Lo I Teng Choi Sut Ian                    | Macau            | 249,60 |